# Saona (otok)
Otok Saona (šp. Isla Saona) je tropski otok nedaleč stran od skrajnega jugovzhodnega dela Dominikanske republike. Leži znotraj naravnega rezervata in je del t. i. Vzhodnega narodnega parka (šp. Parque Nacional del Este). Je priljubljena turistična destinacija za turiste iz drugih delov Dominikanske republike. Le-ti na otok pridejo katamarani in manjšimi motornimi čolni, ki vsakodnevno prevažajo izletnike na otok in iz njega. Znan je predvsem po svojih čudovitih plažah, že večkrat pa je pritegnil snemalce filmov, ki ga uporabijo za ozadje tipičnega »pustega otoka«. Med evropejskimi turisti je znan predvsem kot prizorišče oglasov za čokoladne izdelke Bounty.

## Zgodovina
Otoku je ime nadel Krištof Kolumb, ki ga je na svojem drugem popotovanju v Novi svet prvič odkril že maja leta 1494. S tem se je želel pokloniti ».. Micheleju da Cuneu, svojem prijatelju iz Savone.« Slednjega je imenoval tudi za prvega guvernerja otoka. 
Otok Saona in mesto Savona v današnji Liguriji v severni Italiji sta dandanes pobrateni mesti. Majhno elektrarno, ki je danes na otoku, je podarilo prav mesto Savona.

## Zemljepis
Morje ob otoku je dom mnogim živalskim vrstam, še posebej ptičem in ribam tropskih morij, saj na več mestih peščene sipine na odprtem morju znižajo globino morja na le okoli dobrega pol metra. Ob takih mestih se pogosto ustavljajo turistična plovila, iz katerih se turisti potapljajo in raziskujejo podvodni svet okolice, v katerem najdemo tudi polja endemitnih morskih zvezd.

## Pobratena mesta
- Savona, Italija